# Eduard Brücklmeier
Eduard Robert Wolfgang Brücklmeier. né le 8 juin 1903 et mort le 20 octobre 1944, est un diplomate allemand et un membre de la résistance allemande au nazisme qui fut exécuté par suite de son association avec le complot du 20 juillet 1944.

## Biographie
Brücklmeier est né à Munich, où il fait des études de droit en 1923 avant de déménager à Leipzig, à Lausanne, puis à Wurtzbourg. En 1927, il réussit au premier examen d'État à Wurtzbourg et, en mai, s'engage dans le programme préparatoire de trois ans de l'Office des Affaires étrangères. Après avoir terminé ce programme en 1930, il est affecté comme diplomate à l'étranger.
En 1933, année où le Parti nazi prend le pouvoir en Allemagne, Brücklmeier se trouve à s'occuper des questions de minorités au consulat général de Katowice, ce qui entraîne son premier conflit avec les autorités nazies. En 1936, il est nommé secrétaire d'ambassade à Londres, où l'ambassade est dirigée par le prochain ministre des Affaires étrangères d'Adolf Hitler, Joachim von Ribbentrop.
En 1937, Brücklmeier épouse Klothilda von Obermayer-Marnach. Ils auront une fille, Monika, qui épousera Friedrich Mandl. Brücklmeier est devenu membre du Parti nazi, ayant soumis sa demande d'adhésion en 1934.
L'année suivante, en 1938, Brücklmeier et Ribbentrop retournent à Berlin. Dès lors, Brücklmeier et le secrétaire général des Affaires étrangères Ernst von Weizsäcker espèrent que les dissidents allemands pourront déjouer les projets de guerre encore plus évidents d'Hitler avec la collaboration du gouvernement britannique. En 1939, il est toutefois dénoncé pour avoir fait des déclarations « défaitistes » et est près d'être envoyé dans un camp de concentration, mais, apparemment sur l'instigation du chef du Reichssicherheitshauptamt (RSHA, Office central de la sécurité du Reich), Reinhard Heydrich, l'Office des affaires étrangères le met plutôt à la retraite anticipée.
Après son départ des Affaires étrangères, Brücklmeier fait son service militaire en France, devient membre de l'état-major de la Wehrmacht  à Berlin et devient administrateur militaire au bureau d'administration d'État de l'Oberkommando des Heeres (OKH, haut commandement militaire).
Dès 1942, Brücklmeier a établi de nombreux liens avec les résistants qui participeront au complot tramé pour assassiner Hitler. Friedrich Werner von der Schulenburg, qui l'a connu à la mission diplomatique de Téhéran en 1930 et en 1931, met en relation Brücklmeier et les principaux membres du complot.
Brücklmeier souhaite appuyer cette tentative de coup d'État, mais n'est pas informé qu'elle a été reportée au 20 juillet. Le 27 juillet, après l'échec du complot, les autorités découvrent la participation de Brücklmeier. Il est arrêté à Prague, et le Tribunal du peuple allemand entend la cause de Brücklmeier les 28 et 29 septembre. Le 20 octobre, ce dernier est jugé coupable de complicité et condamné à mort. Le même jour, il est pendu à la prison de Plötzensee, à Berlin.

## Sources
- (en) Cet article est partiellement ou en totalité issu de l’article de Wikipédia en anglais intitulé « Eduard Brücklmeier » (voir la liste des auteurs).

1. ↑  Selon le Centre commémoratif de la résistance allemande, la condamnation date du 29 septembre, et la pendaison, du 20 octobre.

(de) Detlef Graf von Schwerin, Dann sind's die besten Köpfe, die man henkt - Die junge Generation im deutschen Widerstand, Munich 1991.
(de) Sebastian Sigler, « Brücklmeier - Mann des 20. Juli », dans Sigler, Freundschaft und Toleranz, Munich 2006.
(de) Sebastian Sigler, « Eduard Brücklmeier - ein Mann des Widerstands am 20. Juli 1944 », dans Einst und Jetzt, vol. 52, 2007, p. 313-334.